# Archilestes grandis
Archilestes grandis är en trollsländeart som först beskrevs av Jules Pièrre Rambur 1842.  Archilestes grandis ingår i släktet Archilestes och familjen glansflicksländor. Inga underarter finns listade i Catalogue of Life.

## Bildgalleri

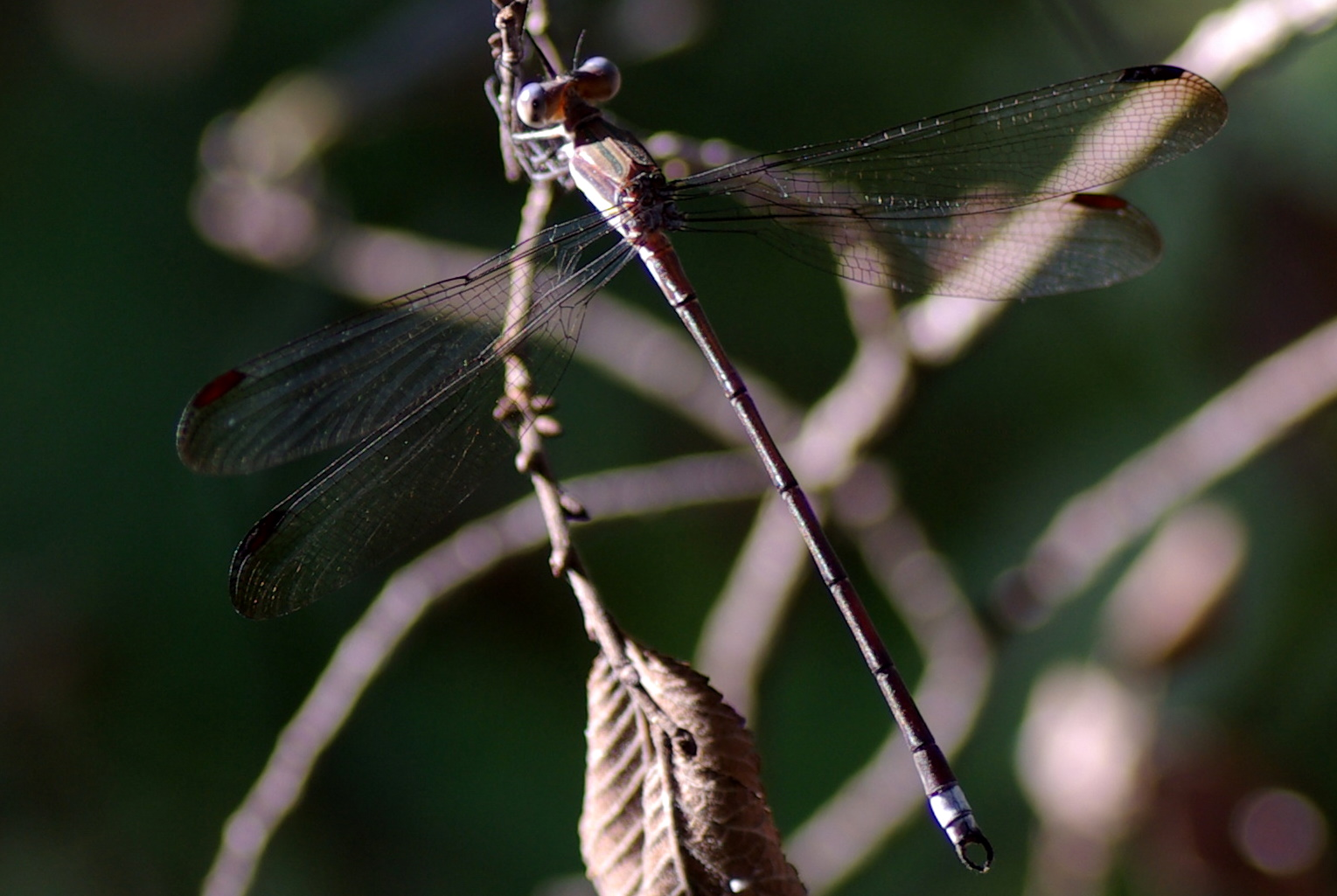